# Bronius Markauskas
Bronius Markauskas (ur. 5 listopada 1960 w Trušeliai w rejonie kłajpedzkim) – litewski polityk, rolnik, samorządowiec i działacz gospodarczy, prezes Litewskiej Izby Rolniczej, poseł na Sejm Republiki Litewskiej, w latach 2016–2018 minister rolnictwa.

## Życiorys
Z wykształcenia inżynier elektryk, w 1985 ukończył studia w Instytucie Politechnicznym w Kownie. Do 1990 pracował jako główny energetyk w zakładzie AB „Aksa” w Kownie. Następnie zajął się prowadzeniem własnego gospodarstwa rolnego, specjalizując się później w produkcji mleczarskiej. Działacz organizacji rolniczych, w latach 2005–2011 był prezesem Litewskiej Izby Rolniczej, w 2011 objął funkcję wiceprezesa tej instytucji.
Zaangażowany w działalność polityczną w ramach Związku Partii Chłopskiej i Nowej Demokracji, przekształcanego kolejno w Litewski Ludowy Związek Chłopski oraz Litewski Związek Rolników i Zielonych. W latach 2000–2011 przez trzy kadencje był radnym rejonu kłajpedzkiego. W 2004 kandydował bez powodzenia do Sejmu, w 2006 uzyskał uprawnienie do objęcia mandatu, z którego zrezygnował (formalnie sprawując go przez jeden dzień). W 2015 powrócił do samorządu rejonowego, a w wyborach w 2016 z ramienia swojego ugrupowania uzyskał mandat posła na Sejm Republiki Litewskiej.
13 grudnia 2016 w nowo utworzonym gabinecie Sauliusa Skvernelisa objął stanowisko ministra rolnictwa. W kwietniu 2018 podał się do dymisji, gdy ujawniono wątpliwości dotyczące korzystania przez jego rodzinę z unijnych dopłat dla rolników. Zakończył urzędowanie w maju tegoż roku. W 2019 został wybrany na mera rejonu kłajpedzkiego (reelekcja w 2023).